# Kärntner Bildstöcke

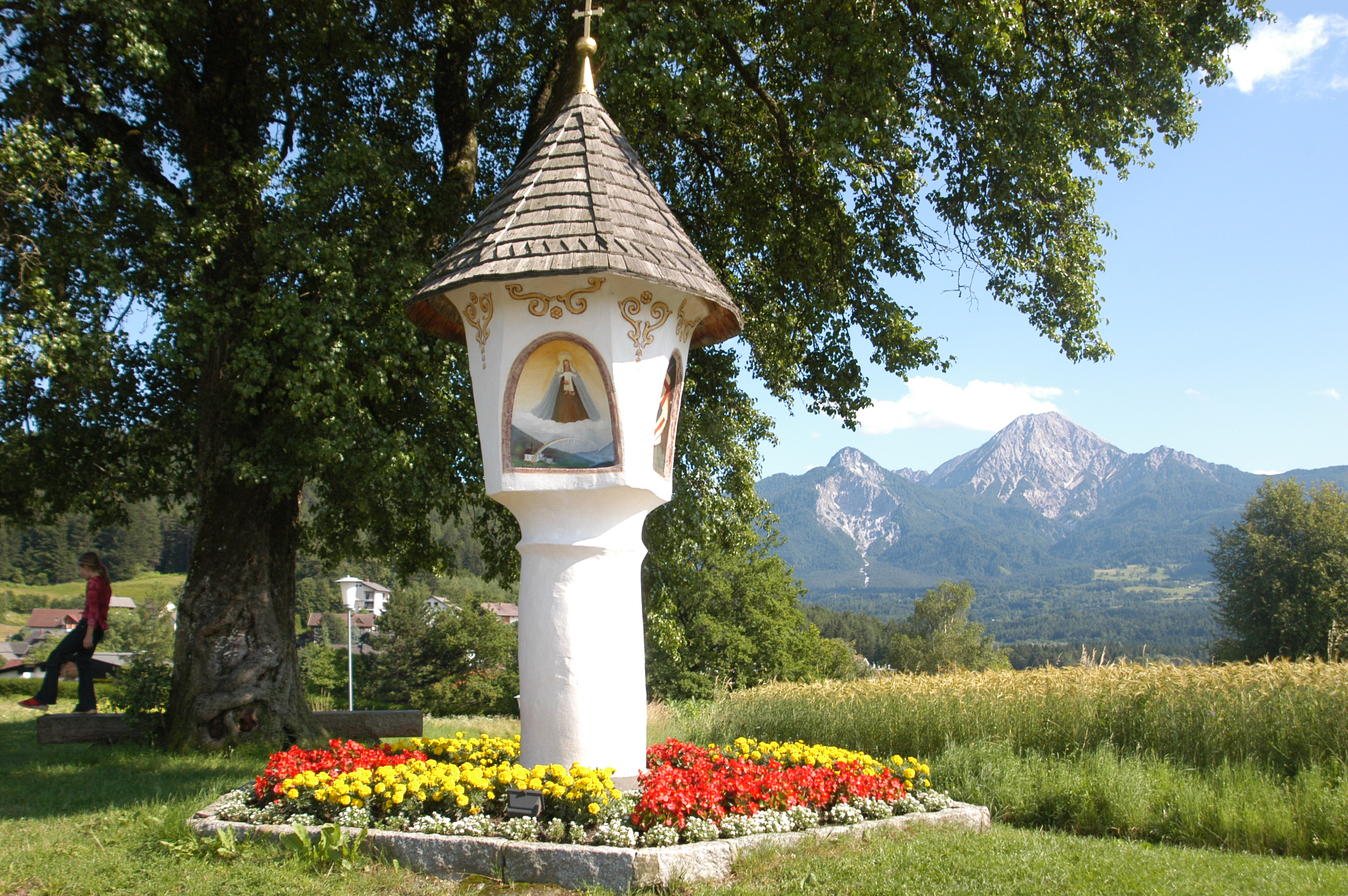
Kärntner Bildstock am Faaker See, Foto Vincenc Gotthardt

Die Kärntner Bildstöcke bzw. hier insbesondere die Südkärntner Bildstöcke sind christliche Kleindenkmäler in offener Flur. Sie folgen in Typologie, Lokalisierung, lokalhistorischer Bedeutung sowie der Einbettung ins lebendige Brauchtum der Kärntner sowie auch der weiteren europäischen kulturhistorischen Tradition. Sie sind Zeugnisse überregionalen kulturellen Austausches, der Inkulturation sowie überregionaler kultureller Entwicklungen über die Jahrhunderte hinweg.
Als Zeugen der Kulturgeschichte des Landes verleihen sie der Kulturlandschaft dieser Region eine charakteristische Prägung. Im (südlichen) Kärnten im Süden Österreichs, das über die Jahrhunderte durch die Bikulturalität oder Zweisprachigkeit (Deutsch und Slowenisch) geprägt war, sind einige Besonderheiten auszumachen, die ihren besonderen Wert für die Kärntner, die österreichische und europäische Kulturlandschaft ausmachen.

## Regionale Häufung

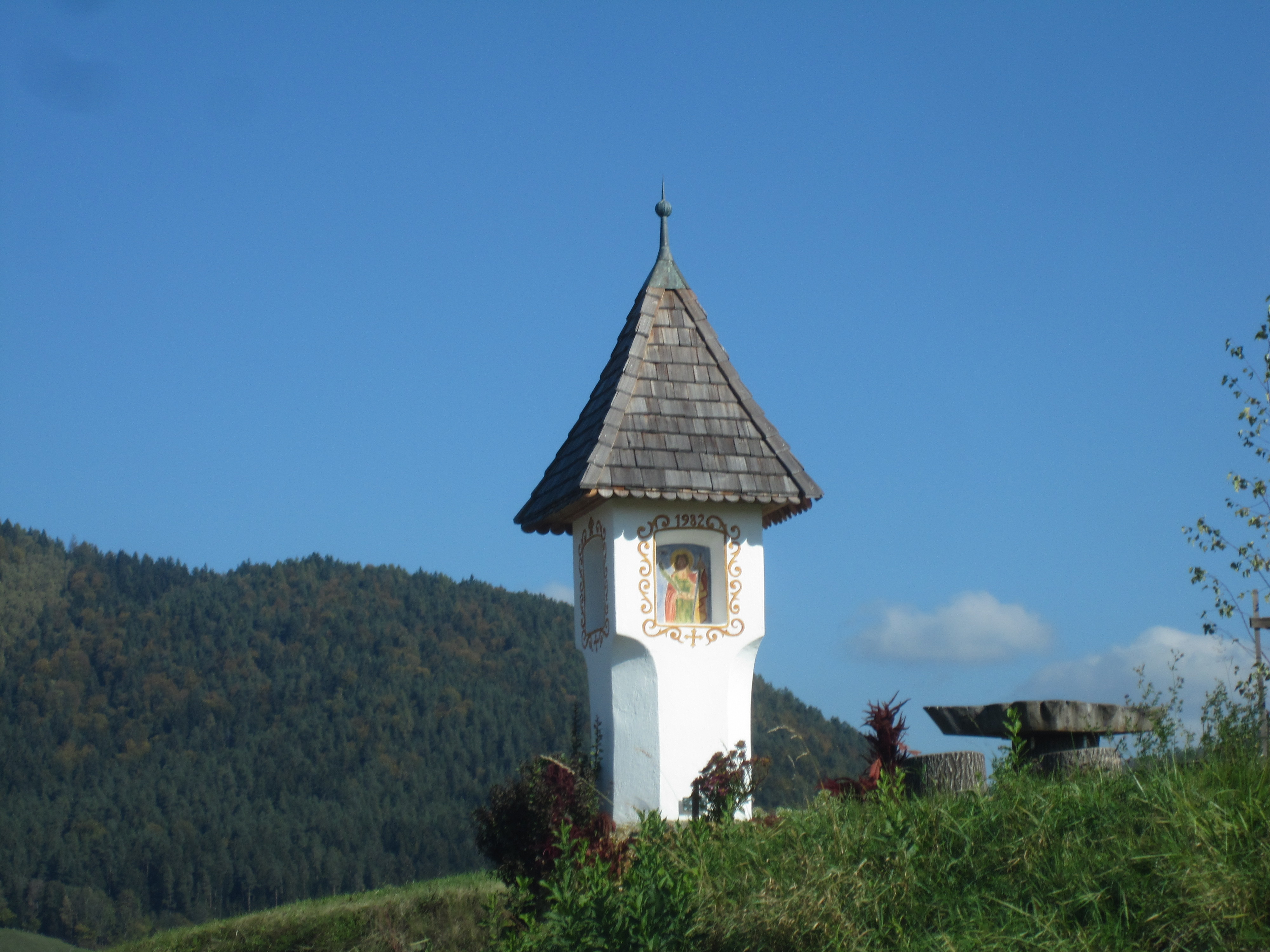
Kärntner Bildstock Ameisbichl (Gemeinde Poggersdorf), Foto Bojan Schnabl

Bildstöcke oder »Kreuze«, wie sie von der Bevölkerung bezeichnet werden (slow. znamenje oder regional križ), sind hauptsächlich in katholischen geprägten Gegenden anzutreffen. In evangelischen geprägten Gebieten wurden diese Glaubenszeugnisse meist im 16. Jh. entfernt. Sie sind im Gailtal weniger stark verbreitet als im Südkärntner Zentralraum (im Rosental, auf der Sattnitz, im Klagenfurter Feld im Jauntal sowie auf den Ossiacher Tauern bzw. im Feldkirchner-Moosburger Hügelland).
In historischer Sicht waren diese Gegenden stark von einer bisweilen nicht mehr existenten der Präsenz der kärntenrslowenischen Kultur und Sprache geprägt, was die Bedeutung der interkulturellen Prozesse bei der Errichtung, Pflege und kollektiven identitätsstiftenden Wahrnehmung unterstreicht.
Bei Deuer heißt es dazu, dass »… insbesondere der südliche Landesteil mit den gemischtsprachigen Gebieten – [ist] besonders reich an Bildstöcken, Wegkreuzen und -kapellen. Sie sind untrennbarer Bestandteil der Flur, der von Menschenhand geformten Landschaft, geworden und verkörpern eine besonders unmittelbare Ausdrucksform der Volksfrömmigkeit, weil sie meist ohne direkte Einwirkung kirchlicher Institutionen von der Bevölkerung in Eigeninitiative errichtet worden sind und auch ihre Erhaltung bis zum heutigen Tag im Ermessen der Besitzer, Anrainer oder ganzer Nachbarschaften liegt …«.
Auf Deuer geht auch der Entwurf des Gemeindewappens von Poggersdorf im Klagenfurter Feld zurück, in dem neben Edlingern zuzuschreibende Symbole u. a. auch ein Südkärntner Bildstock dargestellt ist.
Traditionell wurden und werden noch heute Lindenbäume neben Bildstöcken gepflanzt oder dort, wo sie Opfer der Zeit werden, werden Linden nachgepflanzt, so neben den zahlreichen Bildstöcken an der Görtschitztal Straße zwischen den Pfarren St. Thomas und Timenitz (in der Gemeinde Magdalensberg) nordöstlich der Landeshauptstadt Klagenfurt, wo sie die Landschaft prägen.

## Erscheinungsformen

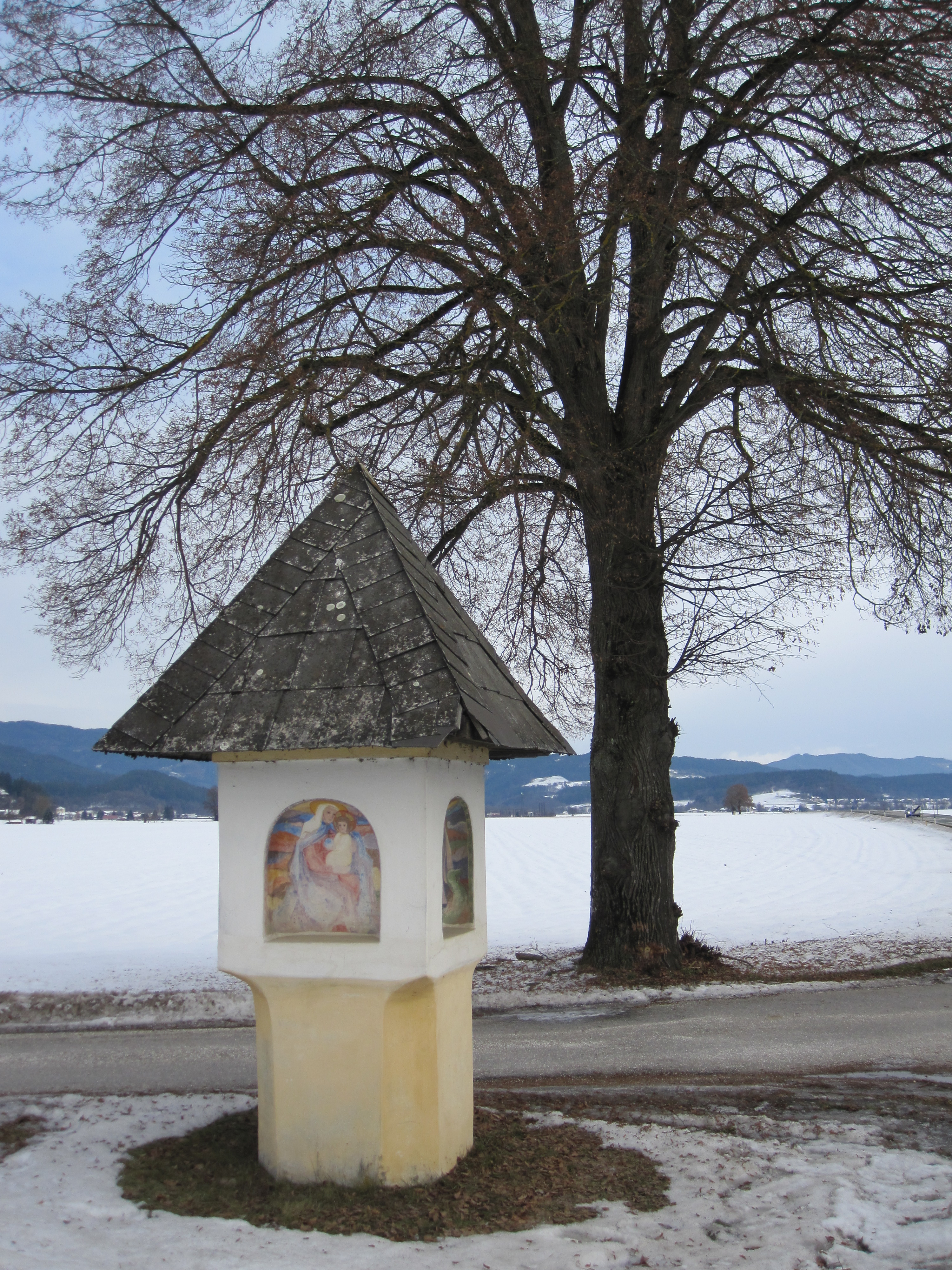
Kärntner Bildstock in Thomas am Zeiselberg (Gemeinde Magdalensberg), Foto Bojan Schnabl

Unter einem Bildstock versteht man generell einen frei stehenden, gemauerten Pfeiler oder eine Säule mit Aufsatz, der mit bildlichen, seltener mit figuralen Darstellungen religiösen Inhalts ausgestattet ist. Die Grundform wurde in der Gotik ausgebildet und besteht aus Basis, Schaft, Aufsatz und Helm. Die Formenvielfalt, die sich daraus entwickelt hat, ist groß.
Zu den häufigsten Erscheinungsformen des Bildstocks im Grenzgebiet Österreich/Slowenien zählen: Pfeiler- und Säulenbildstöcke, Breitpfeilerbildstöcke mit Satteldach, Kapellenbildstöcke, Laubenbildstöcke und darüber hinaus schlankere oder breitere drei-, fünf- sechs- und achtseitige Pfeiler.
Im Gegensatz zu Breitpfeilern mit einer großen, nicht zum Boden reichenden Nische oder Wandvertiefung haben Kapellen- und Laubenbildstöcke einen kleinen betretbaren Innenraum. Die architektonische Gestaltung und Bemalung der Bildstöcke reicht von den qualitätsvollsten Errungenschaften der unterschiedlichen Stilepochen bis zu deren einfachsten Ausprägungen (Volkskunst).

## Herkunft

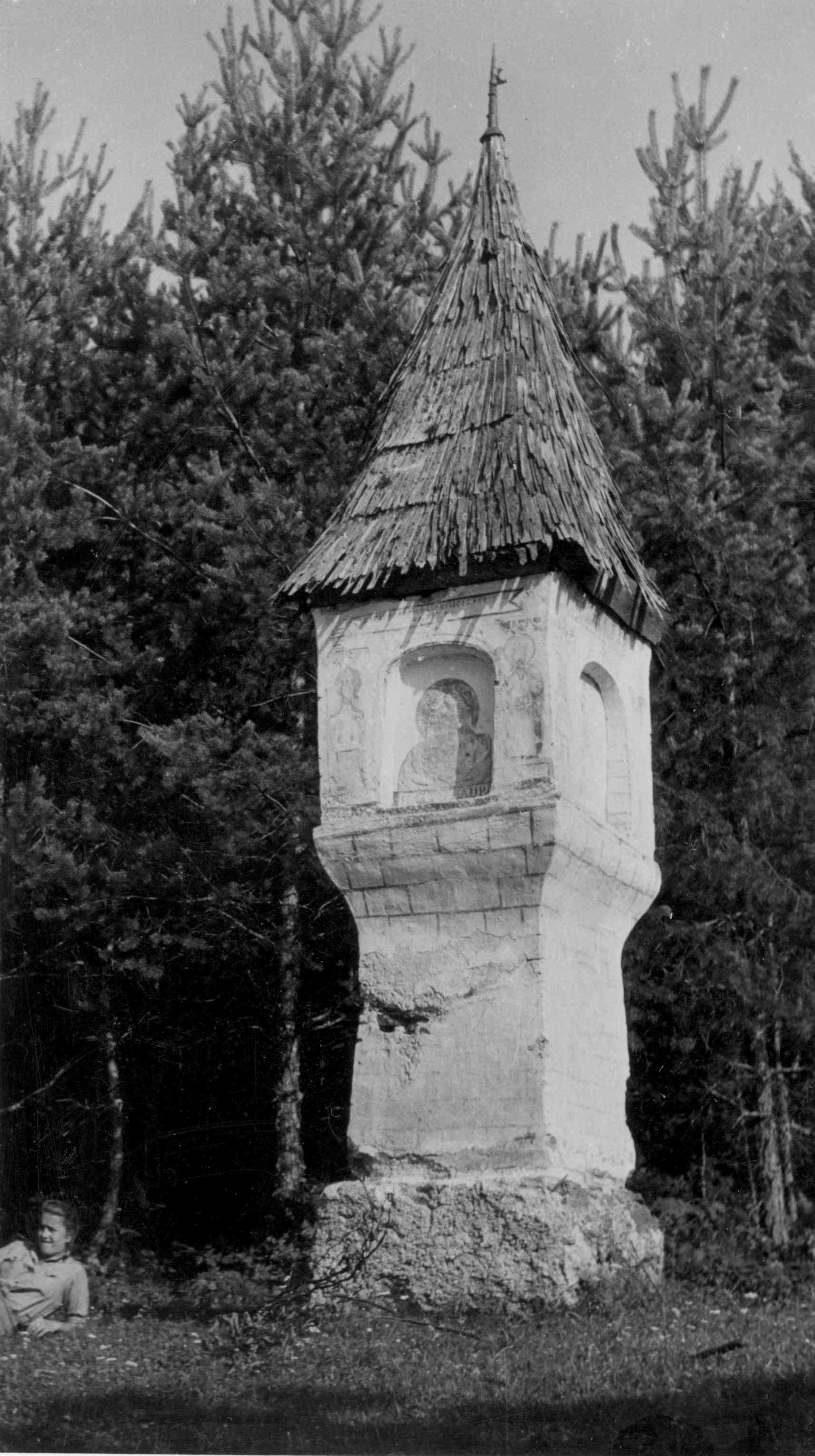
Bildstock Goritschach / Goriče (Gemeinde Schiefling am Wörthersee), Foto Jernej Šušteršič

Einige Wissenschaftler sehen eine Verwandtschaft der Bildstöcke mit antiken Wegsteinen, die von den Römern neben den Straßen zur Erinnerung an verstorbene Reisende aufgestellt wurden oder mit Meilensteinen, die als Entfernungsanzeiger an Straßen das Reisen erleichterten.
Die Herkunft der Bildstöcke im (Süd-)Kärntner Raum wird in Frankreich vermutet, zumal die ältesten Bildstöcke eine große Ähnlichkeit mit den steinernen Totenleuchten von Burgund aufweisen. Damit stellen sie ein Zeugnis transkultureller Prozesse ein Europa, bzw. der Prozesse der Inkulturation kultureller Errungenschaften in zeitlicher und/oder geografischer Dimension.
Möglicherweise wurde die älteste, in Österreich erhaltene spätromanische Totenleuchte von Köttmannsdorf am Anfang des 13. Jh.s von französischen Steinmetzen, die von den Zisterziensern nach Viktring geholt wurden, errichtet. Totenleuchten mit charakteristischen offenen, tabernakelartigen Aufsätzen, wo ein Licht für die Verstorbenen entzündet wurde, stehen hauptsächlich auf Friedhöfen.
In ganz Kärnten sind acht Totenleuchten bzw. Lichtsäulen bekannt: Köttmannsdorf, Keutschach am See, Globasnitz, Lieding, Steuerberg, Völkermarkt, Maria Saal und Gurk. Zu den ältesten erhaltenen Bildstöcken zählen Bildstöcke, die Grundherrschafts-, Gerichtsbarkeits- oder andere Grenzen markieren.
Als ältester steinerner Bildstock Südkärntens, der an der ehemaligen Grenze zwischen der Gerichtsbarkeit der Stadt Villach und der Burg Landskron stand, gilt das Weiße Kreuz (1399 urk. erwähnt) beim Zehenthof in Villach.
Als Grenzkreuz wurde auch das Armesünderkreuz/Križ ubogih grešnikov in Sankt Stefan im Gailtal errichtet (1499), da bis zu dieser Stelle die Gerichtsbarkeit der Herrschaft Aichelburg reichte. Es ist mit Fresken aus der Schule Urban Görtschachers ausgestattet und zählt zu den vier in Kärnten denkmalgeschützten gotischen Bildstöcken. Breda Vilhar vertritt die Ansicht, Görtschacher sei »vermutlich der verdeutschte slowenische Name goričan nach dem Ort Görtschach/Goriče im Unteren Gailtal«. Vilhar führt weiter aus: »Auch bei [Margareta] Witternigg wird erwähnt, dass sein Name ein heimischer Kärntner Name sei, aus ›Windisch Görtschach‹ abgeleitet.«
Denkmalgeschützt sind weiters: das Hauser- und das Gangl-Stöckel in Reisach im Gailtal (1499), das Kernmaier-Kreuz in St. Walburgen im Gebiet des Görtschitztals (Fresken um 1425/30) und das Tschahonig-Kreuz/Čahovnikov križ in St. Martin am Techelsberg. Laut www.kleindenkmäler.at ist Letzterer »der gewaltigste spätgotische Nischenbildstock Kärntens mit einer Höhe von 8 Metern und einer Tabernakelbreite von 2 Metern. Ein riesiges Kegeldach ruht auf einem massiven Vierkanter auf. Der Nischenkörper hebt sich deutlich vom verjüngten Schaft ab. Das Kegeldach ist mit Fichtenschindeln gedeckt und wird gekrönt von einem vergoldeten Christusmonogramm: IHS. Die kostbaren gotischen Fresken (15. Jh. ?) sind leider zum Großteil verblasst.«

## Brauchtum
Obwohl viele Bildstöcke nicht erhalten geblieben sind oder ihren ursprünglichen Entstehungszweck verloren haben, werden ihnen im lokalen Brauchtum Geschichten, Sagen und Legenden zugeschrieben oder sollen an besonders schwere Zeiten wie Pestepidemien erinnern. Sie sind Teil des lokalen Brauchtum und sind eingebunden in religiöse Handlungen (z. B. Flurprozessionen) der ländlichen Bevölkerung.
Sie können auch Wegweiser alter Verkehrs- und Pilgerwege sein (z. B. Olip [Vilip] Kreuz/Olipov [Vilipov] križ in Bleiburg oder die spätbarocke Wegkapelle, genannt „Windische Kapelle“ in Pörtschach am Wörthersee).

## Erinnerungskultur und Gedenken
Als persönliche Gedächtnisstätten sollen sie an tragische Unfälle oder drücken den Dank für eine erhörte Bitte in Not aus erinnern (z. B. das Truppe- oder Truppi-Bildkreuz/tablici pri Trupiju in Finkenstein am Faaker See; das Baštej-Kreuz/Baštejev križ in Ludmannsdorf aus 1893).
Kulturgeschichtlich interessant sind jene, die aufgrund eines Gelöbnisses errichtet wurden oder aus Dank für die glückliche Rückkehr aus dem Zweiten Weltkrieg bzw. aus der Lagerhaft nach den Nazi-Deportationen von Kärntner Slowenen am 14. April 1942, weil sie konzeptuell eine ganz andere Vision jener Zeit vermitteln, als sie die heroisierenden Krieger- und Gefallenendenkmäler ausdrücken.
Diese Kapellen mit kärntnerslowenischem Bezug sind in ihrer Botschaft vergleichbar mit zahlreichen slowenischen Grabinschriften in Kärnten.
Beispielhaft seien genannt das Gedenkkreuz der Familie Kumer-Črčej bei Moos/Blato als Ausdruck des Danks dafür, dass der Familie die Deportation 1942 erspart blieb, das Žlajhar Kreuz/Žlajharjev križ in Zedras/Sodraževa bei Ludmannsdorf/Bilčovs, die Svec-Kapelle/Svečeva kapelica in Aich/Dob bei Bleiburg/Pliberk, das Peter-Kreuz/Petrov križ in Grablach/Grablje, das Wrulich-Kreuz der Familie Wrulich, vlg. Selanovi, slow. Selanov križ, in Tutzach/Tuce am Radsberg/Radiše. Die Lajmiš-Gedenkkapelle/Lajmiševa spominska kapelica erinnert ihrerseits an eine tragische Explosion von Kriegsmaterial kurz vor Kriegsende, die fünf Burschen in den Tod riss.

## Bildmotive
Die Bildmotive in den Nischen (Christus- und Marienbilder, Heilige, Dreifaltigkeitsdarstellungen) sind meist nach bestimmten Regeln angebracht. Häufig ist auf der der nächsten Kirche zugewandten Seite der Kirchenpatron dargestellt, weshalb Bildstöcke in der Vergangenheit auch eine wichtige Wegweiserfunktion hatten. Dem entspricht die Darstellung des hl. Laurentius bei einem der seltenen Beispiele barocker Herrschaftsarchitektur (im Gegensatz zur sonst üblichen Volksarchitektur), dem dreiseitigen Toman-Kreuz/Tomanov križ in Zinsdorf in der Gemeinde Magdalensberg.
Bei Deuer heißt es zu diesem Kreuz: „Über dreieckigem Grundriss errichtet, schwingen seine Seiten zwischen den abgeschrägten Ecken (mit profiliertem Sockel- und Kämpfergesims) konkav ein, während das Abschlussgebälk in der Mitte jeder Seite nach vorn gewölbt ist. Die Bilder in den rechteckigen Nischen (Maria mit Kind, Andreas und Laurentius sowie eine Kreuzigung mit Assistenzfiguren) wurden im 19. Jh. Erneuert“.

## Darstellung der Slavenapostel
In den einst kärntnerslowenischen, nunmehr zweisprachigen oder nur mehr deutschsprachigen Pfarren Südkärntens tritt insbesondere die Darstellung der Slawenaposteln Kyrill und Method hervor, die meist in Richtung Osten weisen. Im kulturgeschichtlichen Kontext sind sie Ausdruck einer slowenischen Identität der Stifter. Erhaltene und bis dato im Projekt »Kulturdenkmäler in Kärnten und Slowenien« (noch nicht aber von Dehio 2001) repertorierte Beispiele dafür sind: in Bleiburg das Brak-Kreuz/Brakov križ (errichtet 1903, restauriert 1994 von Jožef Stefan, * 1945), das Glinik-Kreuz/Glinikov križ (errichtet 1670 ?, restauriert von Jožef Stefan), das Olip (Vilip) Kreuz/Olipov (Vilipov) križ (F. Jerina, restauriert von Jožef Stefan) und das Zgonc-Kreuz/Zgončev križ (1969, Bilder von Jožef Stefan), in Finkenstein am Faaker See die Kuri-Kapelle/Kurijeva kapelica (errichtet 1893, restauriert von Jožef Stefan), in Ludmannsdorf das Pvavc-Kreuz/Pvavčev križ (Bilder von Jožef Stefan) und der Kapellenbildstock bei der Kirche der hl. Helena/kapelica pri cerkvi sv. Helene („tri glave“) (errichtet 1763, restauriert von Jožef Stefan) in Rinkenberg das Pfarrhofkreuz/farovški križ (restauriert von Jožef Stefan) und in Velden am Wörther See das Sušnik-Kreuz/Sušnikov križ (1781 und 1828 restauriert).

## Kärntnerslowenische Sprachdenkmäler
Auf die historische Sprachsituation beziehen sich bisweilen die Benennungen von Wegkreuzen. So weist Dehio eine „Windische Kapelle“ in Pörtschach am Wörthersee aus. Wilhelm Deuer gibt den Zweitnamen „Windisches Kreuz“ in Ottmanach am Magdalensberg an (neben der Bezeichnung Krenn-Kreuz oder Grünes Kreuz), das „wegen des Verlaufs der alten Umgangssprachgrenze“ so genannt sei.
Hervorzuheben sind jene Bildstöcke und Kapellen, die slowenischen Inschriften aufweisen bzw. bei denen slowenische Inschriften erhalten sind und so gleichsam landschaftsarchitektonische Zeugnisse der lokalen kärntnerslowenischen Kulturgeschichte darstellen: das Trunkic, vormals Bohnar Kreuz/Trunkičev (Bobnarjev) križ und die Kreuzwegkapelle in Heiligengrab/ Božji grob in Bleiburg/Pliberk, das Baštej-Kreuz/Baštejev križ, das Pvavc-Kreuz/Pvavčev križ und das Zahojnik Kreuz/Zahojnikov križ in Ludmannsdorf/Bilčovs oder das Schmautzkreuz/Šmavcerjev križ in Neuhaus/Suha. In Suetschach/Sveče ist die slowenische Inschrift am Friedhofsbildstock/Kapelle mit dem Weg ins Jenseits verbunden (Kar ste vi – smo bili mi/Kar smo mi – bote tudi vi; Übersetzung: »Was ihr seid – das waren wir / Was wir sind – das werdet auch ihr«), während jene von der Grabkapelle in Gurnitz/Podkrnos nur noch bruchstückhaft erhalten ist. Die Kapelle Maria Waldesruh/Ovčičeva kapelica in Preliebl/Preblje bei Köttmannsdorf/Kotmara vas hatte einst ebenso slowenische Inschriften, die jedoch wie in so vielen Fällen im 20. Jh. übermalt wurden und zuletzt nicht mehr restaurierbar waren, sodass nunmehr die neue Glocke eine zweisprachige Inschrift trägt. Das mehrfach restaurierte Polzer-Kreuz/Polcerjev križ in Leisbach/Ležbe aus 1680 hat hingegen auf der Nordseite eine lateinische Inschrift (FATUM, 1680, RENOVATUM, A: 1878 und T: Molchior) und reiht sich durchaus in die regionale Kulturgeschichte ein.